# Aquilia Severa

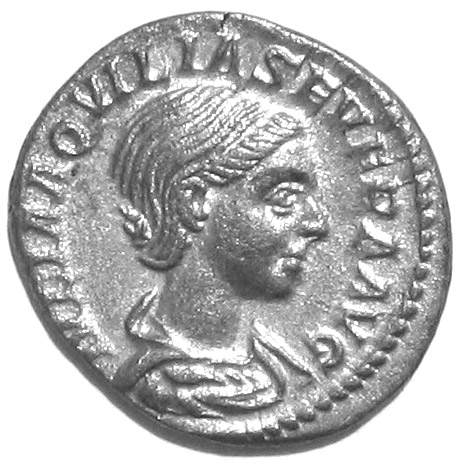
Denar der Iulia Aquilia Severa

Iulia Aquilia Severa war ab Ende 220 die zweite Frau des römischen Kaisers Elagabal, der von 218 bis 222 regierte. Da sie sich als Vestalin zur Bewahrung ihrer Jungfräulichkeit verpflichtet hatte, wurde ihre Heirat als Skandal betrachtet. Elagabal sah sich zur Scheidung gezwungen, heiratete aber Aquilia einige Monate später erneut. Die Ehe schädigte das Ansehen des Kaisers schwer und trug zu seinem Sturz bei.  

## Leben

### Herkunft und Leben vor der Heirat
Der Umstand, dass Aquilia vor ihrer Heirat Vestalin war, lässt auf vornehme Herkunft schließen. Ansonsten ist über ihre Abstammung nichts bekannt. Für die in moderner Literatur vorkommende Behauptung, ihr Vater sei ein Konsul namens Quintus Aquilius gewesen, fehlt ein Beleg. 
Bei Cassius Dio wird Aquilia als archiereía bezeichnet, was oft mit „Obervestalin“ (vestalis maxima) übersetzt wird, aber wohl nur „Vestalin“ bedeutet. Der Obervestalin, die aufgrund ihres Lebensalters oder Dienstalters diesen Rang erhielt, kam ein Ehrenvorrang und eine besondere Vorbildfunktion zu. Als Obervestalin hätte Aquilia weit älter als Elagabal sein müssen, was unwahrscheinlich ist.

### Die Heirat und ihr Hintergrund
Elagabal nahm Aquilia Ende 220 zur Frau, nachdem er kurz zuvor seine erste Gattin Iulia Paula wegen eines körperlichen Makels verstoßen hatte. Als Kaiserin erhielt Aquilia den Titel Augusta. Außerdem soll sie auch den Titel „Mutter des Feldlagers, des Senats und des Vaterlands“ (mater castrorum, senatus ac patriae) getragen haben. Dies wird allerdings nur von einer einzigen Inschrift bezeugt, und dort ist der Name der kaiserlichen Frau getilgt und daher nur teilweise lesbar. Die Beziehung auf Aquilia ist somit sehr fraglich.
Die Heirat mit einer Vestalin bedeutete einen schweren Verstoß gegen das römische Sakralrecht und die religiöse Tradition. Seit Jahrhunderten waren die Vestalinnen zur Bewahrung ihrer Jungfräulichkeit verpflichtet. Der Unkeuschheit beschuldigte Vestalinnen wurden des crimen incesti angeklagt und bei einer Verurteilung rituell lebendig begraben. Noch unter Kaiser Caracalla (211–217) waren Vestalinnen wegen angeblicher Verletzung des Keuschheitsgebots verurteilt worden. Der Kaiser war Pontifex maximus (oberster Priester), daher unterstanden die Vestalinnen seiner Aufsicht. Dass Elagabal, dem diese Aufsichtspflicht oblag, selbst eine Vestalin zu dem schweren Religionsfrevel veranlasste und sich öffentlich dazu bekannte, war für traditionsbewusste Römer ein fluchwürdiges Verbrechen und ein Skandal schlimmsten Ausmaßes. Aus ihrer Sicht handelte es sich um eine Schändung der Vestalin. Daher trug die Heirat mit Aquilia wesentlich dazu bei, dass sich Elagabal in Rom verhasst machte, was schließlich im März 222 zu seinem Sturz und seiner Ermordung führte.
Der Zweig der herrschenden Dynastie der Severer, dem Elagabal angehörte, stammte aus Syrien. Schon vor seiner Erhebung zum Kaiser hatte der jugendliche Elagabal das erbliche Amt des Oberpriesters der syrischen Gottheit Elagabal, deren Namen man ihm später gab, innegehabt. Dieses Amt übte er auch in Rom als Kaiser weiterhin aus. Er blieb sein Leben lang von den sozialen, kulturellen und religiösen Normen seiner östlichen Heimat geprägt; in Rom war er ein Fremdling und wurde als solcher wahrgenommen. Die religiösen Vorstellungen und Maßstäbe seiner Heimat waren für die Römer teilweise höchst anstößig. Als er 220 die Ehe mit Aquilia schloss, war er erst sechzehn Jahre alt und stand unter der Regentschaft seiner Großmutter Julia Maesa, aber in seinen persönlichen Angelegenheiten und in Religionsfragen war er weitgehend beratungsresistent und handelte nach seinem eigenen Ermessen. Dabei nahm er auf römische Sitten, auf die römische Staatsreligion und auf die öffentliche Meinung kaum Rücksicht. Den Entschluss zur Ehe mit Aquilia fasste er sicher gegen den Willen seiner Großmutter Julia Maesa, die auf ein gutes Verhältnis der herrschenden syrischen Dynastie zur römischen Führungsschicht bedacht war.
Wie aus den Berichten der zeitgenössischen Geschichtsschreiber Cassius Dio und Herodian hervorgeht, war die Empörung über den Religionsfrevel so groß, dass sich der Kaiser genötigt sah, seine Heirat mit der Vestalin gegenüber dem Senat zu rechtfertigen. Zur Begründung führte er an, die Heirat eines Priesters mit einer Priesterin sei etwas sehr Angemessenes und Heiliges. Er habe diesen Schritt getan, damit aus ihm, dem obersten Priester, und ihr, der obersten Priesterin, „götterartige“ oder „der Gottheit würdige“ (theoprepeís) Kinder hervorgingen. Nach Herodians Angaben soll er sich außerdem damit entschuldigt haben, dass er einer menschlichen Leidenschaft erlegen sei, denn er sei von Liebe überwältigt worden. Diese Liebe war aber nach Herodians Darstellung nur geheuchelt.
Tatsächlich war das Motiv des Kaisers religiös. Nach der herrschenden Forschungsmeinung deutet seine offizielle Begründung sein wirkliches, für die Römer unverständliches Anliegen an. Er sah sich in erster Linie als Priester und hielt es daher für seine Aufgabe, eine Priesterin zu heiraten.

### Scheidung und neue Heirat
Die Regentin Julia Maesa, die um den Fortbestand der Dynastie besorgt war, wollte den Konflikt ihres Enkels mit der öffentlichen Meinung entschärfen. Auf ihr Drängen löste Elagabal seine anstößige Verbindung mit Aquilia bereits im Juli oder August 221 auf und heiratete in dritter Ehe Annia Faustina, die von dem sehr beliebten Kaiser Mark Aurel abstammte. Diese politisch motivierte Heirat sollte einen Kurswechsel markieren und im Senat als positives Signal wahrgenommen werden. Elagabal machte jedoch jeden damit möglicherweise erzielten Erfolg bald zunichte, denn schon gegen Ende 221 trennte er sich von seiner dritten Frau, kehrte zu Aquilia zurück und heiratete sie ein zweites Mal. Diese Ehe hielt anscheinend bis zu seinem frühen Tod am 11. März 222.

## Ikonographie

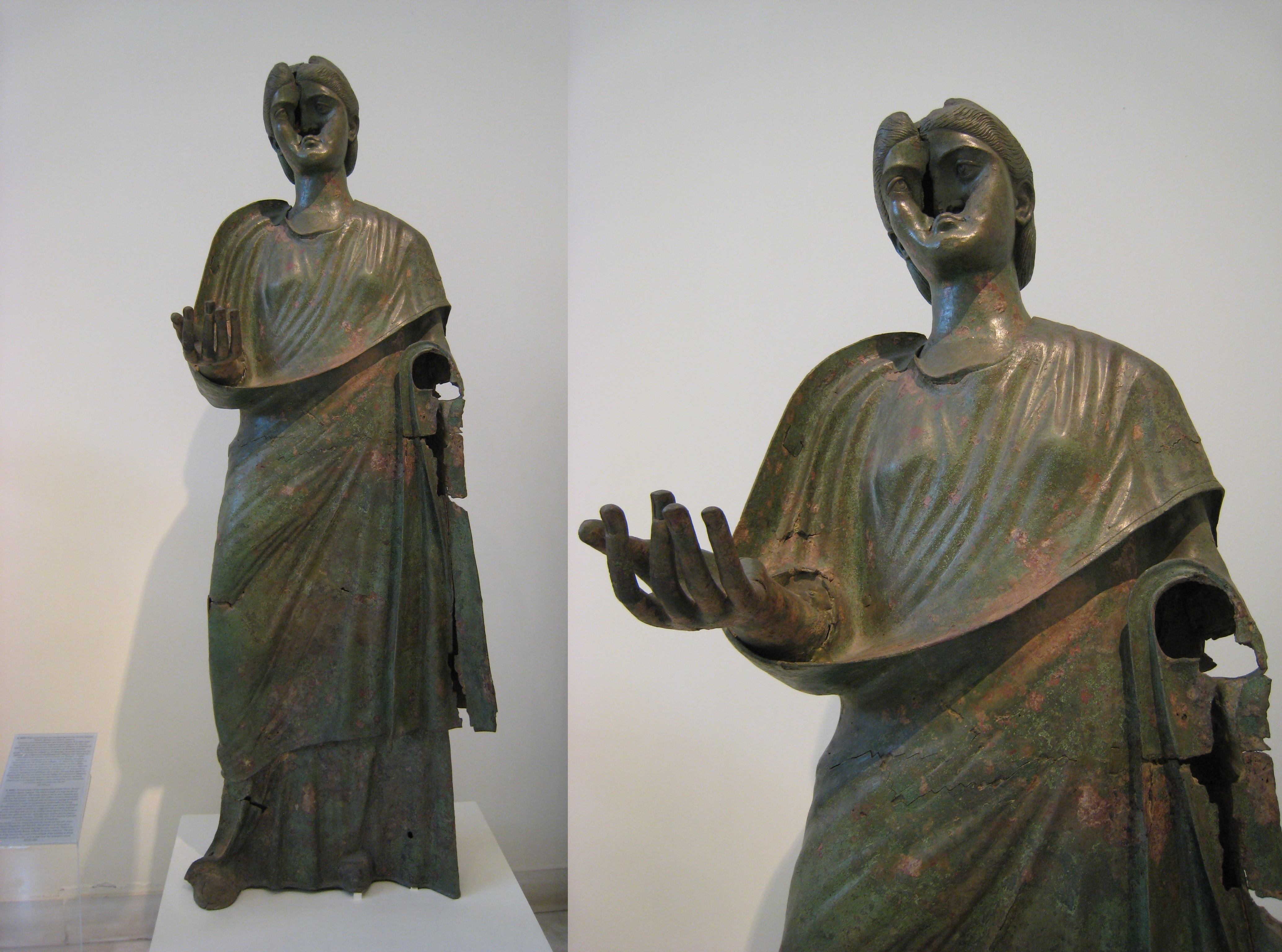
Frauenstatue im Archäologischen Nationalmuseum in Athen. Eine Identifikation als Aquilia Severa ist nicht gesichert.

Aquilias Aussehen lässt sich nur ihren Münzbildnissen entnehmen. Es ist keine Rundplastik bekannt, die ihr sicher zugeordnet werden könnte. Umstritten ist die Hypothese, dass eine Bronzestatue aus Sparta im Archäologischen Nationalmuseum in Athen Aquilia darstellt.